# Мукуна
Мукуна (лат. Mucuna) — род лиан и кустарников семейства Бобовые (Fabaceae).

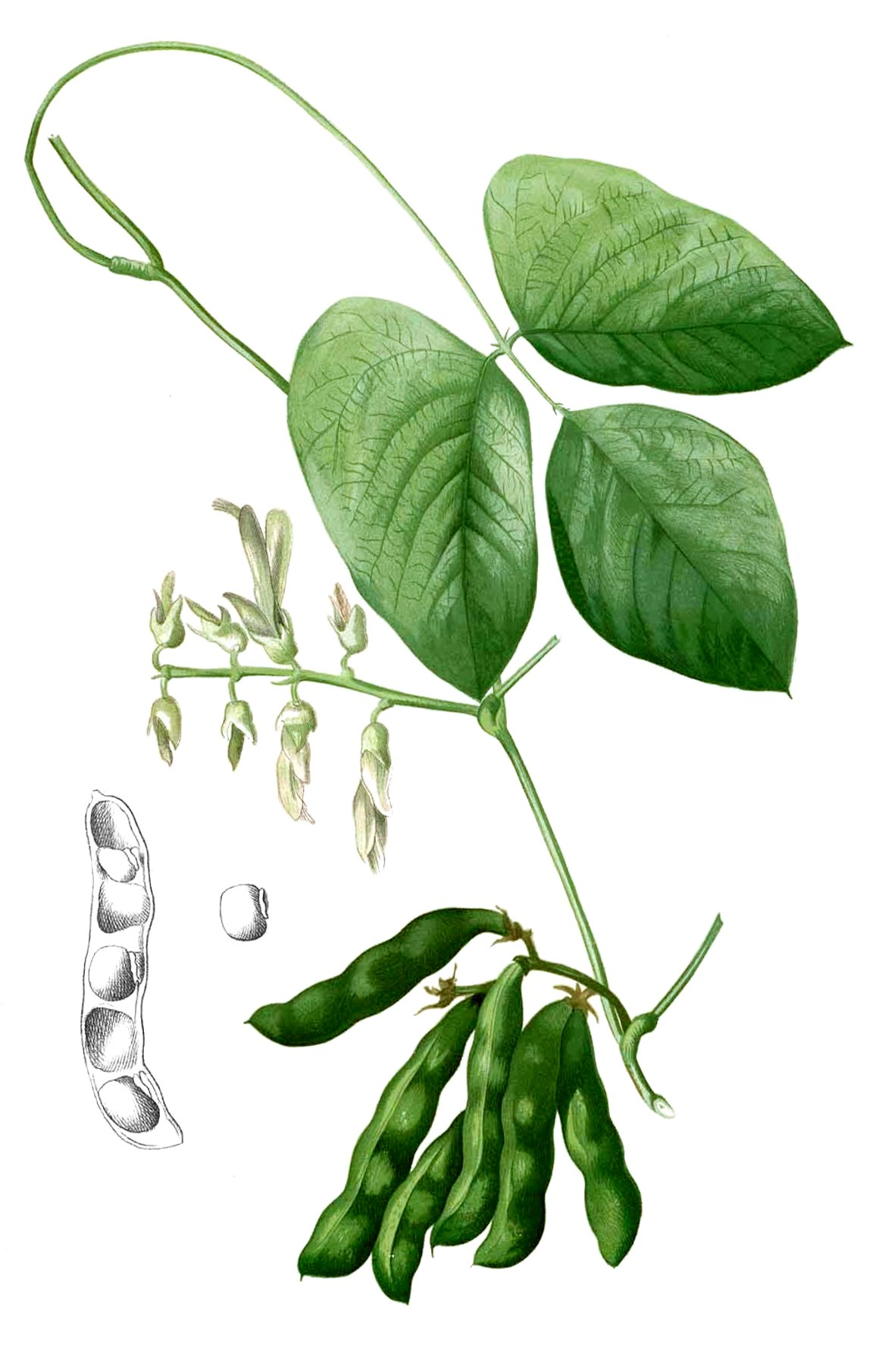
Мукуна жгучая (Mucuna pruriens)

Род насчитывает более 80 видов, произрастающих в лесах тропических регионов по всему миру. До 80 видов в Азии и Китае, 1—2 вида в Австралии, около 12 видов в Африке, на Мадагаскаре и Маскаренских островах; около 12—13 видов в неотропиках, в Америке и на Карибах.
Научное название рода взято из языков южноамериканских индейцев.

## Ботаническое описание
Листья перистые разделённые на три листочка. Соцветия пазушные. Цветы заметные, от белого до фиолетового, красного или почти чёрного или зеленовато-жёлтого цветов. Плоды — стручки; как правило, раскрывающиеся, покрыты волосками, оказывающими раздражающие действие при соприкосновении с ними.

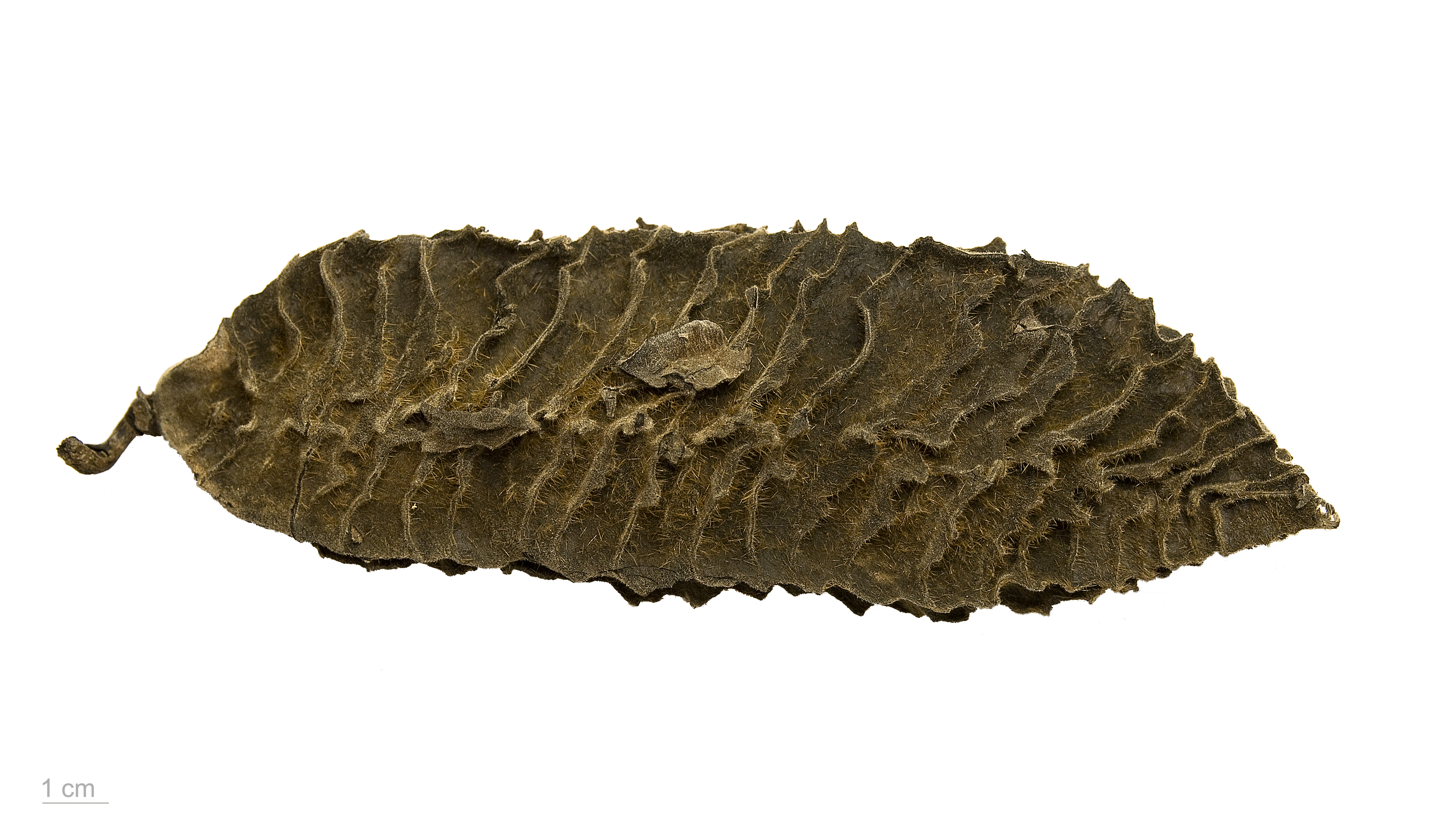
Плод Mucuna urens. Тулузский музей

## Значение и применение
Mucuna pruriens (L.) DC. выращивается на корм скоту, и в качестве зелёного удобрения. Плоды многих видов покрыты волосками, являющимися сильным раздражителем. Некоторые виды являются декоративными, известны культурные формы и сорта. Некоторые виды находят применение как лекарственные растения.

## Таксономия
Mucuna Adans., Familles des Plantes 2: 325. 1763.

### Синонимы
- Cacuvallum Medik.
- Carpopogon Roxb. ex Spreng.
- Citta Lour.
- Hornera Neck. ex A.Juss.
- Labradia Swediaur
- Macroceratides Raddi
- Macranthus Lour.
- Negretia Ruiz & Pav.
- Stizolobium P.Browne
- Zoophthalmum P.Browne